# Kenneth S. Williams
Kenneth S. Williams (Cleveland, Ohio, 1920 – Las Vegas, 1977) was een Amerikaans componist, muziekpedagoog en Jazztrompettist.

## Biografie
Williams studeerde aan de Case Western Reserve University in Cleveland en behaalde zijn Bachelor of Music en zijn Master of Arts. Van 1950 tot 1963 werkte hij aan verschillende basisscholen en van 1964 tot 1968 was hij docent muziektheorie aan de Houston Baptist University in Houston. Van 1972 tot zijn overlijden was hij jazztrompettist in Las Vegas.
Als componist schreef hij verschillende werken voor harmonieorkest.

## Composities

### Werken voor harmonieorkest
- 1962 Salute A.S.B.D.A.
- 1970 Vilabella Concert March (Houston on the Move)
- Bold Frontier

- Library of Congress Control Number: no95030000
- Virtual International Authority File: 9429148
- WorldCat: E39PBJg4m3TVyCqMW4JbMTbcfq